# Ciné-Journal au féminin
Pour plus de détails, voir Fiche technique et Distribution.
Cinéjournal au féminin est un documentaire suisse réalisé par Anne Cunéo, Lucienne Lanaz, Erich Liebi et Urs Bolliger, sorti en 1980. 

## Synopsis
Cinéjournal au féminin s’attache à analyser le Ciné-Journal Suisse, un moyen d’information financé par la Confédération suisse et diffusé en avant-programme dans des cinémas. Le documentaire s’intéresse plus particulièrement à l’image des femmes véhiculée dans ce journal cinématographique et questionne les rôles assignés aux femmes dans l'actualité politique suisse.
Le film présente des images d'archives de l'actualité helvétique de 1940 à 1975, entrecoupées de séquences avec une journaliste analysant ces images.

## Fiche technique
- Titre français : Cinéjournal au féminin
- Réalisation : Anne Cunéo, Lucienne Lanaz, Erich Liebi, Urs Bolliger
- Scénario : Anne Cunéo, Erich Liebi
- Photographie : Hans-Toni Aschwanden
- Montage : Urs Bolliger, Rainer Maria Trinkler
- Musique : Roger Cunéo, Jean-François Mages

## Production: Jura-Film Grandval
- Pays d'origine : Suisse
- Format : 16 mm coul. + n/b
- Durée : 75 min
- Date de sortie : 1980

## Distribution
Intervenant-e-s: 
- Geneviève Perret
- Therese Bernhard (speakerine)
- Roger Cunéo (voix)
- Edzard Wüstendörfer (voix)